# Słodków Pierwszy
Słodków Pierwszy (prononciation : [ˈswɔtkuf ˈpjɛrfʂɨ]) est un village polonais de la gmina de Kraśnik dans le powiat de Kraśnik de la voïvodie de Lublin dans l'est de la Pologne.
Il se situe à environ 4 kilomètres au sud-est de Kraśnik (siège de la gmina et du powiat) et 45 kilomètres au sud-ouest de Lublin (capitale de la voïvodie).
Le village comptait approximativement une population de 805 habitants en 2012.

## Histoire
De 1975 à 1998, le village est attaché administrativement à l'ancienne Voïvodie de Lublin.

Depuis 1999, il fait partie de la nouvelle voïvodie de Lublin.